# Resistencia fiscal

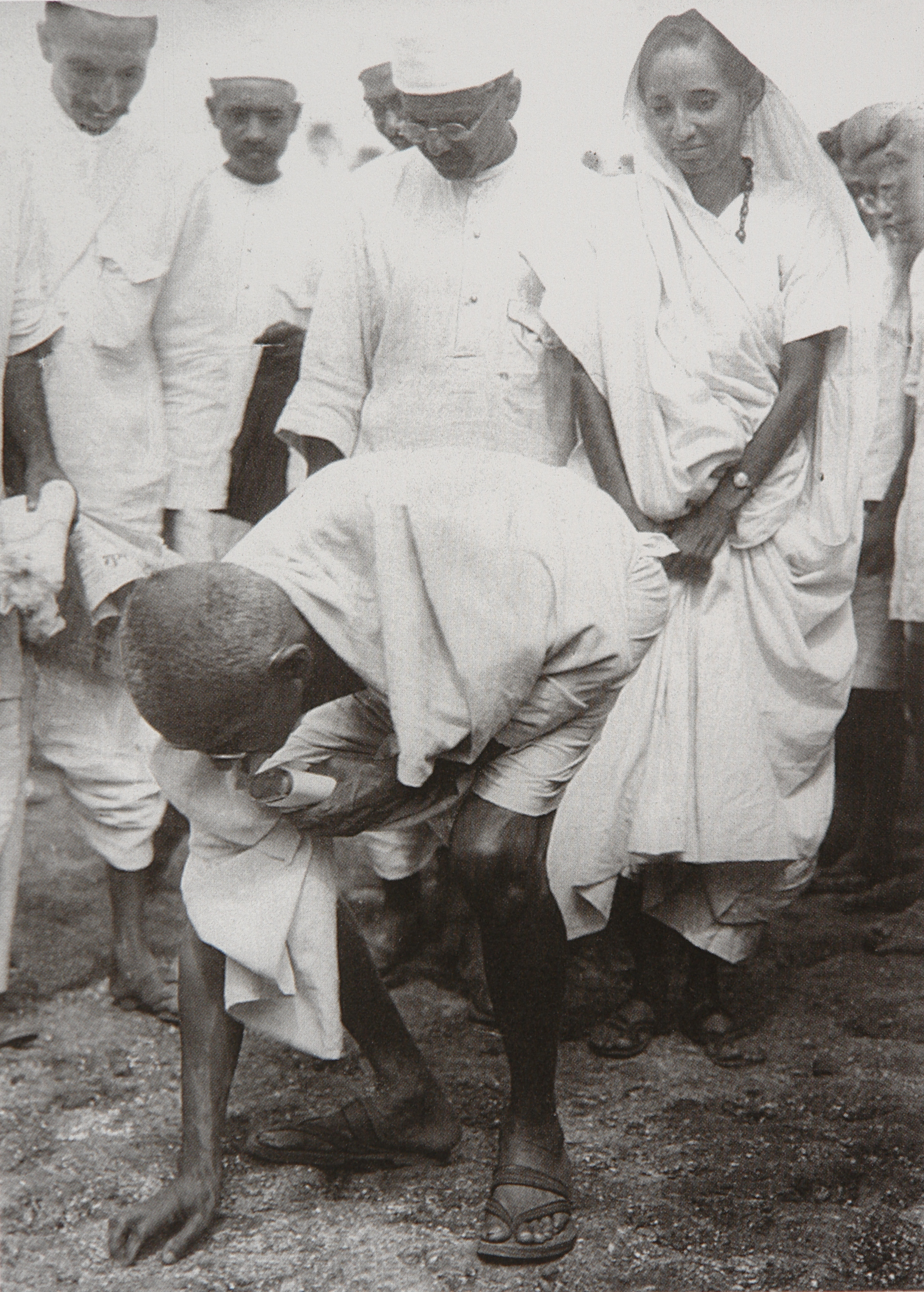
Gandhi recogiendo sal y desobedeciendo las leyes británicas sobre producción de sal e impuestos

La resistencia fiscal, también objeción fiscal o desobediencia fiscal, consiste en negarse u oponerse al pago de determinado impuesto debido a un desacuerdo con la naturaleza de la institución recaudadora de los impuestos o con algunas de las políticas de la institución. A menudo la resistencia fiscal ha estado vinculada a razones de conciencia, como pacifistas y antimilitaristas; los miembros de grupos religiosos como los cuáqueros, por ejemplo, optan por no financiar las actividades violentas del gobierno. También ha sido una técnica utilizada por los movimientos de resistencia no-violenta, como la campaña por la independencia de la India dirigida por Mahatma Gandhi, y además promovida por ideologías antiestatistas y antiautoritarias.
A diferencia de los "manifestantes fiscales" que niegan que exista o se pueda aplicar la obligación legal de pagar impuestos, en general los resistentes fiscales reconocen que la ley les ordena pagar impuestos, pero aun así se resisten a elegir los impuestos.

## Historia de la resistencia fiscal

### Motivos
La resistencia fiscal es típicamente motivada por el desacuerdo con las políticas del gobierno o institución que se dedica a recoger los impuestos. Esto puede incluir oponerse totalmente al gobierno o a la institución tributaria, y no sólo políticas específicas (por ejemplo, la oposición de Gandhi al imperio británico).
Los anarquistas que resisten a los impuestos se oponen a cualquier persona o institución que exija tributo (obligatorio bajo amenaza de castigo). Los anarquistas cristianos de la escuela pacifista resisten los impuestos sobre todo los que financian la violencia gubernamental. Algunas personas sugieren que el derecho a negar el pago de impuestos es en el espíritu de la democracia, dar a la gente un derecho de veto y obligar los gastos del gobierno a hacerse con el consentimiento de los gobernados.
Lo que un resistente a impuestos desea llevar a cabo a puede ser personal o político o alguna combinación de ambas cosas. Algunos resistentes quieren "lavarse las manos" de complicidad en las políticas inmorales del gobierno al no contribuir a su financiación. Algunos se resisten a los impuestos como una forma de protesta que comunica la fuerza de su oposición a través de un acto de desobediencia civil. Algunos ven la resistencia fiscal como una forma de fuerza política no violenta - cortar los fondos del gobierno como parte de una campaña para forzar concesiones del gobierno o de causar que ceda el control.

## Métodos
Hay muchos métodos de resistencia fiscal. En la resistencia al impuesto de guerra de los círculos en los Estados Unidos, por ejemplo, a veces se observa que existen tantas maneras de practicar la resistencia fiscal como existen resistentes fiscales.

### Redirección
Algunos resistentes se niegan a pagar una parte o la totalidad de los impuestos adeudados, pero hacen una donación equivalente a la caridad. De esta manera, demuestran que la intención de su resistencia no es "egoísta" y que quieren utilizar una porción de sus ingresos a contribuir al bien común.
Por ejemplo, Julia Butterfly Hill resistió alrededor de $ 150.000 en impuestos federales, y ese dinero fue donado a programas extracurriculares, programas de artes y cultura, jardines comunitarios, programas para los nativos americanos, alternativas al encarcelamiento, y programas de protección del medio ambiente. Ella dijo:

Yo en realidad tomo el dinero que el Servicio de Rentas Internas (IRS) dice que va a ellos y doy a los lugares a los que nuestros impuestos deben ir. Y en mi carta al IRS dije: "No estoy negando  pagar mis impuestos. Estoy realmente pagándolos, pero estoy pagándolos a quienes pertenecen porque ustedes se niegan a hacerlo.

Grupos como la Campaña Nacional de Peace Tax Fund (Estados Unidos), Peace Tax Seven (Reino Unido), Netzwerk-Friedenssteuer (Alemania), y Conscience and Peace Tax International han trabajado para legalizar una forma de objeción de conciencia fiscal militar que permitiría a los objetores de conciencia designar en qué van a ser gastados sólo en aquello que no sea gasto militar. Ven esto como una forma legalizada de redirección de impuesto de guerra.

### Negarse impuestos específicos
Algunos resistentes se resisten sólo a algunos impuestos, ya sea porque los impuestos son especialmente nocivos para ellos, o porque represente un objetivo útil y simbólico, o porque son más fáciles de resistir.
Por ejemplo, en los Estados Unidos, muchos resistentes a impuestos de guerra resisten a los impuestos federales al teléfono. El impuesto se inició para pagar por la guerra entre España y ha sido frecuentemente planteado o ampliado por el gobierno estadounidense en tiempos de guerra. Este hecho lo vuelve un atractivo y simbólico blanco como un "impuesto de guerra". Esa negativa es relativamente segura: porque este impuesto es típicamente pequeño, la resistencia muy raramente provoca importantes represalias del gobierno. Las empresas telefónicas cooperen con tales resistentes mediante la eliminación de los impuestos de sus facturas de teléfono e informando de su resistencia al gobierno.

### Negarse a pagar
El más espectacular y característico método de resistencia fiscal es negarse a pagar un impuesto - ya sea por ignorar tranquilamente la recaudación de impuestos o declarando abiertamente la negativa a pagar.
Algunos resistentes se resisten sólo a una parte de los impuestos adeudados. Por ejemplo, algunos resistentes a impuesto de guerra se niegan a pagar un porcentaje de sus impuestos equivalentes a los porcentajes del presupuesto militar del gobierno.
Otros resistentes retienen un importe simbólico - por ejemplo, en los Estados Unidos, algunos podrían retener $ 17.76/17.76% (simbólico del año revolucionario de 1776) o $ 10.40/10.4% (en homenaje al formulario 1040, que se utiliza en los retornos al impuesto federal sobre la renta).

### Pago bajo protesta
Algunos contribuyentes pagan sus impuestos, pero incluyen cartas de protesta junto con sus formularios de impuestos. Otros pagan en una forma que manifiestan su desacuerdo - por ejemplo, escribiendo su cheque en un asiento de retrete o una maqueta de un misil. Otros pagar de una manera que crea inconvenientes para el recaudador - por ejemplo, mediante el pago de la totalidad del importe en monedas de baja denominación.

### Evasión fiscal legal
Un resistente puede reducir el impuesto adeudado por el uso legal de técnicas de elusión fiscal. Generalmente se asocia la evasión, legal o ilegal, a la reivindicación del derecho a la libertad económica.

### Evasión fiscal ilegal
Un resistente puede reducir el impuesto adeudado a través de la evasión fiscal ilegal (la evasión propiamente dicha). Por ejemplo, una manera de evitar el impuesto sobre la renta es participar en la economía sumergida -ganar dinero que nunca se declara al gobierno.

### Reducción de gastos e ingresos
Otros resistentes a impuestos cambian sus vidas y estilos de vida a fin de deber menos impuestos. Por ejemplo, para evitar un impuesto especial sobre el alcohol, un resistente podrían elaborar cerveza casera, para evitar los impuestos sobre la gasolina, un resistente podría  montar en bicicleta o elaborar su propio combustible, para evitar el impuesto sobre la renta, un resistente podría decidir tener menos ingresos o egresos y asumir una vida sencilla o "freegana", y así sucesivamente.
Estos métodos se diferencian de la evasión fiscal en que se mantienen dentro de la legislación fiscal, y se diferencian de la evasión fiscal en que el objetivo es pagar el menor impuesto posible en lugar de mantener la mayor cantidad de ingresos libre de impuestos como sea posible.

## Argumentos en favor de la resistencia fiscal
Hay una variedad de argumentos para la resistencia fiscal. Algunos de los argumentos son los siguientes:
- El gobierno no tiene derecho legítimo a los frutos de mi trabajo, por lo que la tributación es equivalente a la esclavitud o el robo.
- El gobierno se dedica a actividades inmorales, antiéticas y destructivas, como la guerra o la pena capital, y el pago de impuestos, inevitablemente provee de fondos a estas actividades.
- El gobierno no es legítimo, es decir, los gobernantes no llegaron al poder en forma legítima.
- El reparto del dinero obtenido por el Estado con los impuestos no es democrático, pues no es decidido por los ciudadanos mediante presupuestos participativos o mediante mecanismos de democracia directa.
- El régimen de gobierno en el poder es corrupto, atendiendo principalmente a sus propias necesidades y deseos.
- El tamaño y el alcance de gobierno ha llegado a niveles mucho más allá de la que se requiere del Estado.
- Los ricos, o aquellos en el poder, no pagan su cuota justa.
- El gobierno es ineficiente y derrochador, siempre tiene un rendimiento insuficiente de los impuestos recaudados.
- Las personas que optaron por no tomar nada del sistema gubernamental (por ejemplo, educación, pensiones, asistencia sanitaria o protección policial no estatales) no tienen por qué pagar en el sistema.
- Algunos contribuyentes no son ciudadanos y, por tanto, están sujetos a gravamen sin tener una voz en el gobierno (impuestos sin representación).

## Argumentos contra la resistencia fiscal
Muchos argumentos se puede hacer contra la táctica de la resistencia fiscal. La mayoría básicamente, por supuesto, es de los que apoyan a la entidad recaudadora fiscal y sienten que otras personas también deberían. Pero incluso simpatizantes con los argumentos de los resistentes fiscales pueden cuestionar los métodos. Algunos argumentos comunes contra la resistencia fiscal son los siguientes:
- Los impuestos forman parte de un contrato con el Estado que todo individuo (empresario, empleado, productor o consumidor) debe cumplir a cambio de emplear una moneda creada por el mismo. Esta exigencia estaría implícita en la propia moneda y no violaría ningún derecho, a menos que se tratara de una moneda de curso forzoso.
- En una democracia constitucional, todos son iguales ante la ley y nadie tiene el derecho de seleccionar y elegir a qué ley seguir y cuál hacer caso omiso, solo por estar personalmente en desacuerdo con ella.
- Si los impuestos se quedan pendientes de pago, el gobierno obtendrá el dinero de otra persona, lo cual es injusto para ellos.
- Las personas que evaden impuestos son free riders, se benefician de los servicios públicos como la infraestructura vial y la seguridad sin tener que pagar su parte de la cuenta.
- La resistencia fiscal es demasiado pasiva e ineficaz como forma de obtener cambios políticos. A partir de 2006, un tercio de los estadounidenses del archivo de impuestos y 41% de todos los estadounidenses, no pagan impuesto federal sobre la renta.[7] Si el gobierno de los EE. UU. puede prosperar con tantas personas evitando el impuesto sobre la renta, se requeriría un número poco probable de resistentes a los impuestos para tener algún efecto, ya sea como una protesta o como un freno real a la política del gobierno.
- El gobierno responde a los resistentes de impuestos mediante evaluación de multas, intereses y/o sanciones en su contra, lo que significa que termina con más dinero al final.